# Wasserburg (Bodensee)
Wasserburg település Németországban, azon belül Bajorországban. Lakosainak száma 3905 fő (2023. december 31.).

## Népesség
A település népessége az elmúlt években az alábbi módon változott:
| Lakosok száma | 517  | 2207 | 2601 | 3557 | 3581 | 3613 | 3793 | 3825 | 3880 | 3905 |
|               | 1875 | 1970 | 1975 | 2011 | 2013 | 2014 | 2016 | 2019 | 2021 | 2023 |